# LEON・LOLA
LEON（レオン）およびLOLA（ローラ）は、イギリスのZERO-Gから発売されている英語用の音声合成・デスクトップミュージック（DTM）ソフトウェアである。メロディと歌詞を入力することでパソコン上で歌声を合成することが出来る。ヤマハの開発した音声合成システムVOCALOIDを採用した最初の製品としてNAMM 2004 Winter（2004年1月15 - 18日）にて同時発売された。日本国内の販売はクリプトン・フューチャー・メディアが行っており、2004年3月3日に発売された。

## 製品
LEONとLOLAは、ヤマハの開発したリアルな歌声を合成するための音声合成システムVOCALOIDを使用した初めての製品として発売された。LEONは男声の、LOLAは女声のソウルシンガーの歌声をサンプリングして作られた歌手ライブラリを収録しており「VOCALOIDのアダムとイヴ」とも称される。Zero-Gから最初に発売されるライブラリについては当初男性と女性の声を同梱した「Soul Vocalist」という名前の製品が発売予定とアナウンスされていた。
両製品ともスタンダードなボーカルとされ、適する音楽ジャンルなども特に明示されておらず様々なジャンルを歌いこなすとされている。リアルな歌唱が合成できるとは言え性能上メインボーカルを務めさせることは容易ではなく、用途としてはバックコーラスへの利用が想定されていた。サンプリング音声を提供した歌手についてはイギリスのプロのセッション・シンガーとされるが、歌手の名前は明らかにされていない。その理由については、VOCALOIDの値段がコーラスに歌手を雇うよりはるかに安くそれらの脅威となる懸念が影響したのではないかとも言われる。
両製品のパッケージにはそれぞれ横から見た男性と女性の口の画像が使用されており、後に他社から発売されたVOCALOID製品や同社が2009年に発売したSONIKAなどとは異なり歌っている人格を想起させることの無いデザインとなっている。製品名のロゴでは男性女性を表す学術記号がそれぞれのアルファベット「O」の部分に当てられている(LE♂N・L♀LA)。2013年12月末をもって同社VOCALOID製品であるMIRIAMと共に販売を終了した。

## 反響
最初のVOCALOID製品として登場したLEONとLOLAはそれまでに無いリアルな歌声を再現できる特筆すべき製品として迎えられたが、しかし十分な売り上げを得ることは出来なかった。日本国内での販売を行っているクリプトン・フューチャー・メディアは両製品の不振の理由について肉声に比べれば歌声に不自然さのある中で音にこだわりを持つコアユーザーをターゲットとして売り出したこと、イギリス英語であるためアメリカ人に受けなかったこと、パッケージのデザインなどが考えられるとしている。

## 関連コンテンツ

### 小説
「悪ノ娘」シリーズ・「悪ノ大罪」シリーズ（著：悪ノP（mothy）、出版：PHP研究所）
mothy_悪ノPが手掛ける七つの大罪をモチーフにした「悪ノ大罪シリーズ」の各楽曲を原作として、ボカロ小説の先駆ともされる。小説版において、LEONをモチーフにした人物として、「レオンハルト＝アヴァドニア」が登場する。両シリーズを併せて2010年から2017年に発売され、全12巻。